# Ogden (Utah)
Ogden es una ciudad y la capital del condado de Weber, estado de Utah, Estados Unidos. Había surgido en 1846 con el establecimiento comercial estadounidense llamado Fuerte Buenaventura, que al año siguiente fue comprado por los mormones establecidos en el área. 
Según el censo de 2000 la población era de 77.226 habitantes. Se estima que en 2005 había aumentado hasta los 78.309 habitantes. La Universidad Estatal Weber, fundada en 1889, se encuentra en Ogden. El aeropuerto municipal de Utah de mayor tránsito (Ogden-Hinckley Airport), se encuentra al suroeste de la ciudad. Se encuentra pocos kilómetros al este del Gran Lago Salado.
Ogden es sede del equipo de béisbol de la liga de los pioneros (Pioneer League) Ogden Raptors.

## Geografía
Ogden se encuentra en las coordenadas 41°13′40″N 111°57′40″O / 41.22778, -111.96111.
Según la oficina del censo de Estados Unidos, la ciudad tiene una superficie total de 69,0 km². No tiene superficie cubierta de agua.
Los veranos en Ogden's summers son calientes y secos. Los inviernos con nieve.
La presa de Pineview Dam se encuentra a 11 km al este de Ogden, en el cañón del río Ogden River. Puede almacenar unos 140.000.000 m³ de agua.

## Demografía
Según el censo del año 2000, Ogden tenía una población de 77.226 habitantes, 27.384 viviendas, y 18.402 familias residiendo en la ciudad. La densidad de población era de 1.119,3/km². Según las razas, el 79,01% de sus habitantes era de raza blanca, el 2,31% afroamericanos y el resto de otras etnias. El porcentaje total de hispanos era del 23,64%.

## Personajes famosos nacidos en Ogden
- John Moses Browning, diseñador de armas
- Val A. Browning, diseñador de armas, hijo de John Moses Browning.
- Hal Ashby, director de cine.
- Tom Chambers, jugador de la NBA
- Byron Scott, jugador de la NBA
- Tanoka Beard, jugador de baloncesto
- Donny Osmond, Teen Idol en los 70´s,
- Wayne Osmond, The Osmonds